# クリティクス・チョイス・ムービー・アワード 歌曲賞
クリティクス・チョイス・ムービー・アワード 歌曲賞（クリティクス・チョイス・ムービー・アワード かきょくしょう、Critics' Choice Movie Award for Best Song）は、クリティクス・チョイス・アワードの賞の一つであり、クリティクス・チョイス・アソシエーションがその年の優れた挿入歌に贈る映画賞である。

## 受賞結果

### 1990年代
| 年                         | 曲名                                 | 作品名                         | 候補者                   | 候補者               | 出典  |
| 年                         | 曲名                                 | 作品名                         | 作曲                     | 作詞                 | 出典  |
| -------------------------- | ------------------------------------ | ------------------------------ | ------------------------ | -------------------- | ----- |
| 1998                       |                                      |                                |                          |                      |       |
| 「ホエン・ユー・ビリーヴ」 | 『プリンス・オブ・エジプト』         | スティーヴン・シュワルツ       | スティーヴン・シュワルツ | [ 1 ]                |       |
| 1999                       | 「ミュージック・オブ・マイ・ハート」 | 『ミュージック・オブ・ハート』 | ダイアン・ウォーレン     | ダイアン・ウォーレン | [ 2 ] |

### 2000年代
| 年                                                       | 曲名                                       | 作品名 | 候補者                                                       | 候補者      | 出典 |
| 年                                                       | 曲名                                       | 作品名 | 作曲                                                         | 作詞        | 出典 |
| -------------------------------------------------------- | ------------------------------------------ | --- | ------------------------------------------------------------ | ----------- | ---- |
| 2000                                                     |                                            | |                                                              |             |      |
| 「マイ・ファニー・フレンド・アンド・ミー」               | 『ラマになった王様』                       | デヴィッド・ハートリー スティング                                                                                           | スティング                                                   | [ 3 ]       |      |
| 2001                                                     |                                            | |                                                              |             |      |
| 「メイ・イット・ビー」                                   | 『ロード・オブ・ザ・リング』               | エンヤ ニック・ライアン ロマ・ライアン                                                                                      | エンヤ ニック・ライアン ロマ・ライアン                       | [ 4 ] [ 5 ] |      |
| 「バニラ・スカイ」                                       | 『バニラ・スカイ』                         | ポール・マッカートニー | ポール・マッカートニー                                       | [ 4 ] [ 5 ] |      |
| 「永遠に愛されて」                                       | 『パール・ハーバー』                       | ダイアン・ウォーレン | ダイアン・ウォーレン                                         | [ 4 ] [ 5 ] |      |
| 「アンティル…」                                          | 『ニューヨークの恋人』                     | スティング | スティング                                                   | [ 4 ] [ 5 ] |      |
| 2002                                                     |                                            | |                                                              | [ 4 ] [ 5 ] |      |
| 「ルーズ・ユアセルフ」                                   | 『8 Mile』                                 | ジェフ・バス エミネム ルイス・レスト                                                                                        | エミネム                                                     | [ 6 ]       |      |
| 「ファザー・アンド・ドーター」                           | 『ワイルド・ソーンベリーズ ムービー』      | ポール・サイモン | ポール・サイモン                                             | [ 6 ]       |      |
| 「Hero」                                                 | 『スパイダーマン』                         | チャド・クルーガー ジョージー・スコット                                                                                     | チャド・クルーガー ジョージー・スコット                      | [ 6 ]       |      |
| 2003                                                     |                                            | |                                                              | [ 6 ]       |      |
| 「A Mighty Wind」                                        | 『みんなのうた』                           | クリストファー・ゲスト ユージン・レヴィ マイケル・マッキーン                                                                | クリストファー・ゲスト ユージン・レヴィ マイケル・マッキーン | [ 7 ]       |      |
| 「The Heart of Every Girl」                              | 『モナリザ・スマイル』                     | エルトン・ジョン | エルトン・ジョン                                             | [ 7 ]       |      |
| 「Man of the Hour」                                      | 『ビッグ・フィッシュ』                     | エディ・ヴェダー | エディ・ヴェダー                                             | [ 7 ]       |      |
| 「School of Rock」                                       | 『スクール・オブ・ロック』                 | マイク・ホワイト | マイク・ホワイト                                             | [ 7 ]       |      |
| 「Time Enough for Tears」                                | 『イン・アメリカ/三つの小さな願いごと』    | ボノ ギャビン・フライデー モーリス・シーザー                                                                                | ボノ ギャビン・フライデー モーリス・シーザー                 | [ 7 ]       |      |
| 2004                                                     |                                            | |                                                              | [ 7 ]       |      |
| 「オールド・ハビッツ・ダイ・ハード」                     | 『アルフィー』                             | ミック・ジャガー デイヴ・スチュワート                                                                                       | ミック・ジャガー デイヴ・スチュワート                        | [ 8 ]       |      |
| 「アクシデンタリー・イン・ラヴ」                         | 『シュレック2』                            | アダム・デュリッツ チャーリー・ギリンガム ジム・ボーギオス デヴィッド・イマーグラック マット・マリー デヴィッド・ブライソン | アダム・デュリッツ ダン・ビックリー                          | [ 8 ]       |      |
| 「ビリーブ」                                             | 『ポーラー・エクスプレス』                 | グレン・バラード アラン・シルヴェストリ                                                                                     | グレン・バラード アラン・シルヴェストリ                      | [ 8 ]       |      |
| 2005                                                     |                                            | |                                                              | [ 8 ]       |      |
| 「Hustle & Flow」                                        | 『ハッスル&フロウ』                        | テレンス・ハワード | テレンス・ハワード                                           | [ 9 ]       |      |
| 「ア・ラヴ・ザット・ウィル・ネヴァー・グロウ・オールド」 | 『ブロークバック・マウンテン』             | グスターボ・サンタオラヤ | バーニー・トーピン                                           | [ 9 ]       |      |
| 「Same in Any Language」                                 | 『エリザベスタウン』                       | ナンシー・ウィルソン キャメロン・クロウ                                                                                     | ナンシー・ウィルソン キャメロン・クロウ                      | [ 9 ]       |      |
| 「Seasons Of Love」                                      | 『レント』                                 | ジョナサン・ラーソン | ジョナサン・ラーソン                                         | [ 9 ]       |      |
| 「Travelin' Thru」                                       | 『トランスアメリカ』                       | ドリー・パートン | ドリー・パートン                                             | [ 9 ]       |      |
| 2006                                                     |                                            | |                                                              | [ 9 ]       |      |
| 「リッスン」                                             | 『ドリームガールズ』                       | スコット・カルター ヘンリー・クリーガー                                                                                     | アン・プレヴェン                                             | [ 10 ]      |      |
| 「アイ・ニード・トゥ・ウェイク・アップ」                 | 『不都合な真実』                           | メリッサ・エスリッジ | メリッサ・エスリッジ                                         | [ 10 ]      |      |
| 「My Little Girl」                                       | 『マイ・フレンド・フリッカ』               | トム・ダグラス ティム・マグロウ                                                                                             | トム・ダグラス ティム・マグロウ                              | [ 10 ]      |      |
| 「The Neighbor」                                         | 『ディクシー・チックス シャラップ&シング』 | ディクシー・チックス | ディクシー・チックス                                         | [ 10 ]      |      |
| 「Never Gonna Break My Faith」                           | 『ボビー』                                 | ブライアン・アダムス | ブライアン・アダムス                                         | [ 10 ]      |      |
| 「Ordinary Miracle」                                     | 『シャーロットのおくりもの』               | サラ・マクラクラン | サラ・マクラクラン                                           | [ 10 ]      |      |
| 2007                                                     |                                            | |                                                              | [ 10 ]      |      |
| 「フォーリング・スローリー」                             | 『ONCE ダブリンの街角で』                  | グレン・ハンサード マルケタ・イルグロヴァ                                                                                   | グレン・ハンサード マルケタ・イルグロヴァ                    | [ 11 ]      |      |
| 「Come So Far (So Far to Go)」                           | 『ヘアスプレー』                           | マーク・シャイマン スコット・ウィットマン                                                                                   | マーク・シャイマン スコット・ウィットマン                    | [ 11 ]      |      |
| 「ドゥー・ユー・フィール・ミー」                         | 『アメリカン・ギャングスター』             | ダイアン・ウォーレン | ダイアン・ウォーレン                                         | [ 11 ]      |      |
| 「Guaranteed」                                           | 『イントゥ・ザ・ワイルド』                 | エディ・ヴェダー | エディ・ヴェダー                                             | [ 11 ]      |      |
| 「想いを伝えて」                                         | 『魔法にかけられて』                       | スティーヴン・シュワルツ | スティーヴン・シュワルツ                                     | [ 11 ]      |      |
| 2008                                                     |                                            | |                                                              | [ 11 ]      |      |
| 「The Wrestler」                                         | 『レスラー』                               | ブルース・スプリングスティーン                                                                                              | ブルース・スプリングスティーン                               | [ 12 ]      |      |
| 「アナザー・ウェイ・トゥ・ダイ」                         | 『007/慰めの報酬』                         | ジャック・ホワイト | ジャック・ホワイト                                           | [ 12 ]      |      |
| 「ダウン・トゥ・アース」                                 | 『ウォーリー』                             | ピーター・ガブリエル トーマス・ニューマン                                                                                   | ピーター・ガブリエル                                         | [ 12 ]      |      |
| 「アイ・ソート・アイ・ロスト・ユー」                     | 『ボルト』                                 | マイリー・サイラス ジェフリー・スティール                                                                                   | マイリー・サイラス ジェフリー・スティール                    | [ 12 ]      |      |
| 「ジャイ・ホー」                                         | 『スラムドッグ$ミリオネア』                | A・R・ラフマーン | グルザール                                                   | [ 12 ]      |      |
| 2009                                                     |                                            | |                                                              | [ 12 ]      |      |
| 「ザ・ウイーリ・カインド」                               | 『クレイジー・ハート』                     | ライアン・ビンガム T・ボーン・バーネット                                                                                    | ライアン・ビンガム T・ボーン・バーネット                     | [ 13 ]      |      |
| 「オール・イズ・ラヴ」                                   | 『かいじゅうたちのいるところ』             | カレンO ニック・ジナー | カレンO ニック・ジナー                                       | [ 13 ]      |      |
| 「夢まで あとすこし」                                    | 『プリンセスと魔法のキス』                 | ランディ・ニューマン | ランディ・ニューマン                                         | [ 13 ]      |      |
| 「シネマ・イタリアーノ」                                 | 『NINE』                                   | モーリー・イェストン | モーリー・イェストン                                         | [ 13 ]      |      |
| 「（アイ・ウォント・トゥ）カム・ホーム」                 | 『みんな元気』                             | ポール・マッカートニー | ポール・マッカートニー                                       | [ 13 ]      |      |

### 2010年代
| 年                                                 | 曲名                                                  | 作品名                                                                                                | 候補者                                                                                                | 候補者        | 出典 |
| 年                                                 | 曲名                                                  | 作品名                                                                                                | 作曲                                                                                                  | 作詞          | 出典 |
| -------------------------------------------------- | ----------------------------------------------------- | --- | --- | ------------- | ---- |
| 2010                                               |                                                       | | |               |      |
| 「イフ・アイ・ライズ」                             | 『127時間』                                           | A・R・ラフマーン                                                                                      | ロロ・アームストロング ダイド                                                                         | [ 14 ]        |      |
| 「輝く未来」                                       | 『塔の上のラプンツェル』                              | アラン・メンケン                                                                                      | グレン・スレーター                                                                                    | [ 14 ]        |      |
| 「Shine」                                          | 『スーパーマンを待ちながら』                          | ジョン・レジェンド                                                                                    | ジョン・レジェンド                                                                                    | [ 14 ]        |      |
| 「僕らはひとつ」                                   | 『トイ・ストーリー3』                                 | ランディ・ニューマン                                                                                  | ランディ・ニューマン                                                                                  | [ 14 ]        |      |
| 「ユー・ハヴント・シーン・ザ・ラスト・オブ・ミー」 | 『バーレスク』                                        | ダイアン・ウォーレン                                                                                  | ダイアン・ウォーレン                                                                                  | [ 14 ]        |      |
| 2011                                               |                                                       | | | [ 14 ]        |      |
| 「Life's a Happy Song」                            | 『ザ・マペッツ』                                      | ブレット・マッケンジー                                                                                | ブレット・マッケンジー                                                                                | [ 15 ] [ 16 ] |      |
| 「Hello Hello」                                    | 『ノミオとジュリエット』                              | エルトン・ジョン バーニー・トーピン                                                                   | エルトン・ジョン バーニー・トーピン                                                                   | [ 15 ] [ 16 ] |      |
| 「The Living Proof」                               | 『ヘルプ 〜心がつなぐストーリー〜』                   | メアリー・J. ブライジ ハーヴェイ・メイソン・ジュニア トーマス・ニューマン デイモン・トーマス          | メアリー・J. ブライジ ハーヴェイ・メイソン・ジュニア トーマス・ニューマン デイモン・トーマス          | [ 15 ] [ 16 ] |      |
| 「Man or Muppet」                                  | 『ザ・マペッツ』                                      | ブレット・マッケンジー                                                                                | ブレット・マッケンジー                                                                                | [ 15 ] [ 16 ] |      |
| 「Pictures in My Head」                            | 『ザ・マペッツ』                                      | アリス・アルコンティス ジーニー・ルーリー チェン・ニーマン                                            | アリス・アルコンティス ジーニー・ルーリー チェン・ニーマン                                            | [ 15 ] [ 16 ] |      |
| 2012                                               |                                                       | | | [ 15 ] [ 16 ] |      |
| 「スカイフォール」                                 | 『007 スカイフォール』                                | アデル ポール・エプワース                                                                             | アデル ポール・エプワース                                                                             | [ 17 ] [ 18 ] |      |
| 「For You」                                        | 『ネイビーシールズ』                                  | キース・アーバン モンティ・パウエル                                                                   | キース・アーバン モンティ・パウエル                                                                   | [ 17 ] [ 18 ] |      |
| 「ラーン・ミー・ライト」                           | 『メリダとおそろしの森』                              | マムフォード・アンド・サンズ                                                                          | マムフォード・アンド・サンズ                                                                          | [ 17 ] [ 18 ] |      |
| 「Still Alive」                                    | 『Paul Williams Still Alive』                         | ポール・ウィリアムズ                                                                                  | ポール・ウィリアムズ                                                                                  | [ 17 ] [ 18 ] |      |
| 「サドゥンリー」                                   | 『レ・ミゼラブル』                                    | クロード＝ミシェル・シェーンベルク                                                                    | アラン・ブーブリル ハーバート・クレッツマー                                                           | [ 17 ] [ 18 ] |      |
| 2013                                               |                                                       | | | [ 17 ] [ 18 ] |      |
| 「レット・イット・ゴー」                           | 『アナと雪の女王』                                    | クリステン・アンダーソン＝ロペス ロバート・ロペス                                                     | クリステン・アンダーソン＝ロペス ロバート・ロペス                                                     | [ 19 ] [ 20 ] |      |
| 「アトラス」                                       | 『ハンガー・ゲーム2』                                 | コールドプレイ                                                                                        | コールドプレイ                                                                                        | [ 19 ] [ 20 ] |      |
| 「ハッピー」                                       | 『怪盗グルーのミニオン危機一発』                      | ファレル・ウィリアムス                                                                                | ファレル・ウィリアムス                                                                                | [ 19 ] [ 20 ] |      |
| 「オーディナリー・ラヴ」                           | 『マンデラ 自由への長い道』                           | ポール・ヒューソン デヴィッド・エヴァンス アダム・クレイトン ラリー・マレン・ジュニア                 | ポール・ヒューソン                                                                                    | [ 19 ] [ 20 ] |      |
| 「Please Mr. Kennedy」                             | 『インサイド・ルーウィン・デイヴィス 名もなき男の歌』 | T・ボーン・バーネット コーエン兄弟 ジョージ・クロマティ エド・ラッシュ ジャスティン・ティンバーレイク | T・ボーン・バーネット コーエン兄弟 ジョージ・クロマティ エド・ラッシュ ジャスティン・ティンバーレイク | [ 19 ] [ 20 ] |      |
| 「ヤング・アンド・ビューティフル」                 | 『華麗なるギャツビー』                                | ラナ・デル・レイ バズ・ラーマン リック・ノウェルズ                                                    | ラナ・デル・レイ バズ・ラーマン リック・ノウェルズ                                                    | [ 19 ] [ 20 ] |      |
| 2014                                               |                                                       | | | [ 19 ] [ 20 ] |      |
| 「グローリー」                                     | 『グローリー/明日への行進』                           | コモン ジョン・レジェンド                                                                             | コモン ジョン・レジェンド                                                                             | [ 21 ] [ 22 ] |      |
| 「ビッグ・アイズ」                                 | 『ビッグ・アイズ』                                    | ラナ・デル・レイ                                                                                      | ラナ・デル・レイ                                                                                      | [ 21 ] [ 22 ] |      |
| 「Everything Is Awesome」                          | 『LEGO ムービー』                                     | ショーン・パターソン ザ・ロンリー・アイランド ジョー・リー                                            | ショーン・パターソン ザ・ロンリー・アイランド ジョー・リー                                            | [ 21 ] [ 22 ] |      |
| 「ロスト・スターズ」                               | 『はじまりのうた』                                    | グレッグ・アレクサンダー ダニエル・ブライズボア ニック・ラシュリー ニック・サウスウッド               | グレッグ・アレクサンダー ダニエル・ブライズボア ニック・ラシュリー ニック・サウスウッド               | [ 21 ] [ 22 ] |      |
| 「Yellow Flicker Beat」                            | 『ハンガー・ゲーム FINAL: レジスタンス』              | ロード ジョエル・リトル                                                                               | ロード ジョエル・リトル                                                                               | [ 21 ] [ 22 ] |      |
| 2015                                               |                                                       | | | [ 21 ] [ 22 ] |      |
| 「シー・ユー・アゲイン」                           | 『ワイルド・スピード SKY MISSION』                    | ウィズ・カリファ チャーリー・プース アンドリュー・セダー DJ・フランク・E                              | ウィズ・カリファ チャーリー・プース アンドリュー・セダー DJ・フランク・E                              | [ 23 ] [ 24 ] |      |
| 「Love Me like You Do」                            | 『フィフティ・シェイズ・オブ・グレイ』                | イリヤ・サルマンザデー サヴァン・コテチャ トーヴ・ロー マックス・マーティン アリー・パヤミ            | イリヤ・サルマンザデー サヴァン・コテチャ トーヴ・ロー マックス・マーティン アリー・パヤミ            | [ 23 ] [ 24 ] |      |
| 「One Kind of Love」                               | 『ラブ&マーシー 終わらないメロディー』                | ブライアン・ウィルソン スコット・ベネット                                                             | ブライアン・ウィルソン スコット・ベネット                                                             | [ 23 ] [ 24 ] |      |
| 「Simple Song #3」                                 | 『グランドフィナーレ』                                | デヴィッド・ラング                                                                                    | デヴィッド・ラング                                                                                    | [ 23 ] [ 24 ] |      |
| 「ティル・イット・ハプンズ・トゥ・ユー」           | 『ハンティング・グラウンド』                          | レディー・ガガ ダイアン・ウォーレン                                                                   | レディー・ガガ ダイアン・ウォーレン                                                                   | [ 23 ] [ 24 ] |      |
| 「ライティングズ・オン・ザ・ウォール」             | 『007 スペクター』                                    | ジミー・ネピア サム・スミス                                                                           | ジミー・ネピア サム・スミス                                                                           | [ 23 ] [ 24 ] |      |
| 2016                                               |                                                       | | | [ 23 ] [ 24 ] |      |
| 「シティ・オブ・スターズ」                         | 『ラ・ラ・ランド』                                    | ジャスティン・ハーウィッツ                                                                            | パセク&ポール                                                                                         | [ 25 ] [ 26 ] |      |
| 「キャント・ストップ・ザ・フィーリング!」          | 『トロールズ』                                        | マックス・マーティン カール・ヨハン・シュスター ジャスティン・ティンバーレイク                        | マックス・マーティン カール・ヨハン・シュスター ジャスティン・ティンバーレイク                        | [ 25 ] [ 26 ] |      |
| 「オーディション（ザ・フールズ・フー・ドリーム）」 | 『ラ・ラ・ランド』                                    | ジャスティン・ハーウィッツ                                                                            | パセク&ポール                                                                                         | [ 25 ] [ 26 ] |      |
| 「Drive It Like You Stole It」                     | 『シング・ストリート 未来へのうた』                   | ゲイリー・クラーク                                                                                    | ゲイリー・クラーク                                                                                    | [ 25 ] [ 26 ] |      |
| 「どこまでも 〜How Far I'll Go〜」                 | 『モアナと伝説の海』                                  | リン＝マニュエル・ミランダ                                                                            | リン＝マニュエル・ミランダ                                                                            | [ 25 ] [ 26 ] |      |
| 「The Rules Don't Apply」                          | 『ハリウッド・スキャンダル』                          | エディ・アーキン ロレイン・フェザー                                                                   | エディ・アーキン ロレイン・フェザー                                                                   | [ 25 ] [ 26 ] |      |
| 2017                                               |                                                       | | | [ 25 ] [ 26 ] |      |
| 「リメンバー・ミー」                               | 『リメンバー・ミー』                                  | クリステン・アンダーソン＝ロペス ロバート・ロペス                                                     | クリステン・アンダーソン＝ロペス ロバート・ロペス                                                     | [ 27 ] [ 28 ] |      |
| 「ひそかな夢」                                     | 『美女と野獣』                                        | アラン・メンケン                                                                                      | ティム・ライス                                                                                        | [ 27 ] [ 28 ] |      |
| 「ミステリー・オブ・ラヴ」                         | 『君の名前で僕を呼んで』                              | スフィアン・スティーヴンス                                                                            | スフィアン・スティーヴンス                                                                            | [ 27 ] [ 28 ] |      |
| 「Stand Up for Something」                         | 『マーシャル 法廷を変えた男』                         | ダイアン・ウォーレン                                                                                  | ロニー・R・リン ダイアン・ウォーレン                                                                  | [ 27 ] [ 28 ] |      |
| 「ディス・イズ・ミー」                             | 『グレイテスト・ショーマン』                          | パセク&ポール                                                                                         | パセク&ポール                                                                                         | [ 27 ] [ 28 ] |      |
| 2018                                               |                                                       | | | [ 27 ] [ 28 ] |      |
| 「シャロウ 〜『アリー/ スター誕生』 愛のうた」     | 『アリー/ スター誕生』                                | レディー・ガガ マーク・ロンソン アンソニー・ロッソマンド アンドリュー・ワイヤット                     | レディー・ガガ マーク・ロンソン アンソニー・ロッソマンド アンドリュー・ワイヤット                     | [ 29 ] [ 30 ] |      |
| 「オール・ザ・スターズ」                           | 『ブラックパンサー』                                  | マーク・スピアーズ ケンドリック・ラマー・ダックワーズ アンソニー・ティフィス                          | ケンドリック・ラマー・ダックワーズ アンソニー・ティフィス ソラーナ・ロウ                              | [ 29 ] [ 30 ] |      |
| 「Girl in the Movies」                             | 『ダンプリン』                                        | ドリー・パートン リンダ・ペリー                                                                       | ドリー・パートン リンダ・ペリー                                                                       | [ 29 ] [ 30 ] |      |
| 「I'll Fight」                                     | 『RBG 最強の85才』                                    | ダイアン・ウォーレン                                                                                  | ダイアン・ウォーレン                                                                                  | [ 29 ] [ 30 ] |      |
| 「幸せのありか」                                   | 『メリー・ポピンズ リターンズ』                       | マーク・シャイマン                                                                                    | マーク・シャイマン スコット・ウィットマン                                                             | [ 29 ] [ 30 ] |      |
| 「小さな火を灯せ」                                 | 『メリー・ポピンズ リターンズ』                       | マーク・シャイマン                                                                                    | マーク・シャイマン スコット・ウィットマン                                                             | [ 29 ] [ 30 ] |      |
| 2019                                               |                                                       | | | [ 29 ] [ 30 ] |      |
| 「Glasgow (No Place Like Home)」                   | 『ワイルド・ローズ』                                  | メアリー・スティーンバージェン                                                                        | メアリー・スティーンバージェン                                                                        | [ 31 ] [ 32 ] |      |
| 「(アイム・ゴナ)ラヴ・ミー・アゲイン」             | 『ロケットマン』                                      | エルトン・ジョン                                                                                      | バーニー・トーピン                                                                                    | [ 31 ] [ 32 ] |      |
| 「I'm Standing With You」                          | 『ブレイクスルー 奇跡の生還』                         | ダイアン・ウォーレン                                                                                  | ダイアン・ウォーレン                                                                                  | [ 31 ] [ 32 ] |      |
| 「イントゥ・ジ・アンノウン」                       | 『アナと雪の女王2』                                   | クリステン・アンダーソン＝ロペス、ロバート・ロペス                                                    | クリステン・アンダーソン＝ロペス、ロバート・ロペス                                                    | [ 31 ] [ 32 ] |      |
| 「スピーチレス」                                   | 『アラジン』                                          | アラン・メンケン                                                                                      | パセク&ポール                                                                                         | [ 31 ] [ 32 ] |      |
| 「スピリット」                                     | 『ライオン・キング』                                  | ビヨンセ イリヤ・サルマンザデー ラビリンス                                                            | ビヨンセ イリヤ・サルマンザデー ラビリンス                                                            | [ 31 ] [ 32 ] |      |
| 「スタンド・アップ」                               | 『ハリエット』                                        | ジョシュア・ブライアン・キャンベル シンシア・エリヴォ                                                 | ジョシュア・ブライアン・キャンベル シンシア・エリヴォ                                                 | [ 31 ] [ 32 ] |      |

### 2020年代
| 年   | 曲名                                      | 作品名                                              | 候補者 | 候補者 | 出典          |
| 年   | 曲名                                      | 作品名                                              | 作曲 | 作詞 | 出典          |
| ---- | ----------------------------------------- | --------------------------------------------------- | --- | --- | ------------- |
| 2020 | 「Speak Now」                             | 『あの夜、マイアミで』                              | サム・アシュワース レスリー・オドム・Jr                                                                     | サム・アシュワース レスリー・オドム・Jr                                                                     | [ 33 ] [ 34 ] |
| 2020 | 「Everybody Cries」                       | 『アウトポスト』                                    | ラリー・グルーペ ロッド・ルーリー リタ・ウィルソン                                                          | ラリー・グルーペ ロッド・ルーリー リタ・ウィルソン                                                          | [ 33 ] [ 34 ] |
| 2020 | 「Fight for You」                         | 『ユダ&ブラック・メシア 裏切りの代償』              | H.E.R. ダーンスト・エミール2世                                                                              | H.E.R. ティアラ・トーマス                                                                                   | [ 33 ] [ 34 ] |
| 2020 | 「Húsavík」                               | 『ユーロビジョン歌合戦 〜ファイア・サーガ物語〜』   | リカード・ゴランソン ファット・マックス・グサス サヴァン・コテチャ                                          | リカード・ゴランソン ファット・マックス・グサス サヴァン・コテチャ                                          | [ 33 ] [ 34 ] |
| 2020 | 「Io sì (Seen)」                          | 『これからの人生』                                  | ダイアン・ウォーレン                                                                                        | ラウラ・パウジーニ ダイアン・ウォーレン                                                                     | [ 33 ] [ 34 ] |
| 2020 | 「Tigress & Tweed」                       | 『ザ・ユナイテッド・ステイツ vs. ビリー・ホリデイ』 | ラファエル・サディーク アンドラ・デイ                                                                       | ラファエル・サディーク アンドラ・デイ                                                                       | [ 33 ] [ 34 ] |
| 2021 | 「ノー・タイム・トゥ・ダイ」              | 『007/ノー・タイム・トゥ・ダイ』                    | ビリー・アイリッシュ フィニアス・オコネル                                                                   | ビリー・アイリッシュ フィニアス・オコネル                                                                   | [ 35 ]        |
| 2021 | 「ビー・アライヴ」                        | 『ドリームプラン』                                  | ビヨンセ ディクソン                                                                                         | ビヨンセ ディクソン                                                                                         | [ 35 ]        |
| 2021 | 「2匹のオルギータス」                     | 『ミラベルと魔法だらけの家』                        | リン＝マニュエル・ミランダ                                                                                  | リン＝マニュエル・ミランダ                                                                                  | [ 35 ]        |
| 2021 | 「Guns Go Bang」                          | 『ザ・ハーダー・ゼイ・フォール: 報復の荒野』        | ジェイムズ・サミュエル キッド・カディ ジェイ・Z                                                             | ジェイムズ・サミュエル キッド・カディ ジェイ・Z                                                             | [ 35 ]        |
| 2021 | 「Just Look Up」                          | 『ドント・ルック・アップ』                          | アリアナ・グランデ ニコラス・ブリテル                                                                       | アリアナ・グランデ タウラ・スティンソン                                                                     | [ 35 ]        |
| 2022 | 「ナートゥ・ナートゥ」                    | 『RRR』                                             | M・M・キーラヴァーニ                                                                                        | チャンドラボース                                                                                            | [ 36 ]        |
| 2022 | 「カロリーナ」                            | 『ザリガニの鳴くところ』                            | マイケル・ダナ                                                                                              | テイラー・スウィフト                                                                                        | [ 36 ]        |
| 2022 | 「Ciao Papa」                             | 『ギレルモ・デル・トロのピノッキオ』                | アレクサンドル・デスプラ                                                                                    | ローベン・カッツ ギレルモ・デル・トロ                                                                       | [ 36 ]        |
| 2022 | 「ホールド・マイ・ハンド」                | 『トップガン マーヴェリック』                       | レディー・ガガ ブラッドポップ                                                                               | レディー・ガガ ブラッドポップ                                                                               | [ 36 ]        |
| 2022 | 「リフト・ミー・アップ」                  | 『ブラックパンサー/ワカンダ・フォーエバー』         | テムズ リアーナ ライアン・クーグラー ルドウィグ・ゴランソン                                                 | テムズ ライアン・クーグラー                                                                                 | [ 36 ]        |
| 2022 | 「New Body Rhumba」                       | 『ホワイト・ノイズ』                                | パット・マホーニー ジェームス・マーフィー ナンシー・ワン                                                    | パット・マホーニー ジェームス・マーフィー ナンシー・ワン                                                    | [ 36 ]        |
| 2023 | 「アイム・ジャスト・ケン」                | 『バービー』                                        | マーク・ロンソン アンドリュー・ワイアット                                                                   | マーク・ロンソン アンドリュー・ワイアット                                                                   | [ 37 ]        |
| 2023 | 「ダンス・ザ・ナイト」                    | 『バービー』                                        | デュア・リパ キャロライン・エイリン アンドリュー・ワイアット                                                | デュア・リパ キャロライン・エイリン アンドリュー・ワイアット                                                | [ 37 ]        |
| 2023 | 「ホワット・ワズ・アイ・メイド・フォー?」 | 『バービー』                                        | ビリー・アイリッシュ フィニアス・オコネル                                                                   | ビリー・アイリッシュ フィニアス・オコネル                                                                   | [ 37 ]        |
| 2023 | 「ピーチス」                              | 『ザ・スーパーマリオブラザーズ・ムービー』          | ジャック・ブラック アーロン・ホーヴァス マイケル・ジェレニック エリック・オズモンド ジョン・スパイカー      | ジャック・ブラック アーロン・ホーヴァス マイケル・ジェレニック エリック・オズモンド ジョン・スパイカー      | [ 37 ]        |
| 2023 | 「Road to Freedom」                       | 『ラスティン: ワシントンの「あの日」を作った男』    | レニー・クラヴィッツ                                                                                        | レニー・クラヴィッツ                                                                                        | [ 37 ]        |
| 2023 | 「ウィッシュ〜この願い〜」                | 『ウィッシュ』                                      | ジュリア・マイケルズ ベンジャミン・ライス                                                                   | ジュリア・マイケルズ ベンジャミン・ライス                                                                   | [ 37 ]        |
| 2024 | 「El Mal」                                | 『エミリア・ペレス』                                | クレモン・デュコル カミーユ                                                                                 | クレモン・デュコル カミーユ ジャック・オーディアール                                                        | [ 38 ]        |
| 2024 | 「Beautiful That Way」                    | 『The Last Showgirl』                               | アンドリュー・ワイアット マイリー・サイラス リッキ・リー                                                    | アンドリュー・ワイアット マイリー・サイラス リッキ・リー                                                    | [ 38 ]        |
| 2024 | 「Compress/ Repress」                     | 『チャレンジャーズ』                                | トレント・レズナー アッティカス・ロス ルカ・グァダニーノ                                                    | トレント・レズナー アッティカス・ロス ルカ・グァダニーノ                                                    | [ 38 ]        |
| 2024 | 「Harper and Will Go West」               | 『ウィル&ハーパー』                                 | ショーン・ダグラス ジョシュ・グリーンバウム クリステン・ウィグ                                              | ショーン・ダグラス ジョシュ・グリーンバウム クリステン・ウィグ                                              | [ 38 ]        |
| 2024 | 「Kiss the Sky」                          | 『野生の島のロズ』                                  | ドレーシー ジョーダン・ジョンソン ステファン・ジョンソン マレン・モリス マイケル・ポラック アリ・タンポージ | ドレーシー ジョーダン・ジョンソン ステファン・ジョンソン マレン・モリス マイケル・ポラック アリ・タンポージ | [ 38 ]        |
| 2024 | 「Mi Camino」                             | 『エミリア・ペレス』                                | クレモン・デュコル カミーユ                                                                                 | クレモン・デュコル カミーユ                                                                                 | [ 38 ]        |